# Trudoliubivka, Snihurivka
Trudoliubivka (în ucraineană Трудолюбівка) este un sat în comuna Perșotravneve din raionul Snihurivka, regiunea Mîkolaiiv, Ucraina.

## Demografie
Componența lingvistică a localității Trudoliubivka
     Ucraineană (95,46%)
     Rusă (2,27%)
     Română (2,27%)
Conform recensământului din 2001, majoritatea populației localității Trudoliubivka era vorbitoare de ucraineană (95,46%), existând în minoritate și vorbitori de rusă (2,27%) și română (2,27%).